# Circus of Fools
Circus of Fools est un groupe allemand de metal alternatif, originaire de Tübingen, en  Bade-Wurtemberg. Il est formé en 2006 en tant que projet solo par Tim Strouken et fait usage d'éléments du cirque tant dans le spectacle vivant que dans la musique.

## Histoire
Circus of Fools est formé en 2006 par le chanteur Tim Strouken, mais n'est actif en tant que groupe à part entière que depuis l'automne 2012, après que Strouken ait trouvé le batteur Manuel Hassler et le guitariste Dominik Bolter comme collègues musiciens grâce à des publicités sur Internet. Avec ce line-up, sort l'année suivante le premier EP From a Distant Land. Dès mai 2013, avec entre autres des seconds guitaristes jouent également leurs premiers concerts live avec le futur altiste Coen Strouken.
À l'automne 2013, le premier line-up permanent est constitué avec Yannick Ninkov à la basse et Julian Langer à la deuxième guitare. À cette époque, le groupe commence également à porter du maquillage et des costumes blancs et noirs lors des concerts. Selon le groupe, l'inspiration était le cosplay et l'intérêt de se différencier de la noirceur dominante des scènes metal et gothique. Fin 2013, le double single Ikarus///Obsidian Black est enregistré, et sort avec une réédition de l'EP From a Distant Land en février 2014. En avril 2014, le batteur Manuel Hassler quitte le groupe après son concert d'adieu au Represent Festival de Reutlingen. Nico Staller est présenté comme son successeur. Le groupe atteint la finale du sud-ouest de l'Allemagne du concours Emergenza la même année, mais ne réussit pas à se qualifier pour les places sur le podium. Le groupe participe également à la campagne YouTuber gegen Nazis organisée par l'Agence fédérale pour l'éducation civique (Bundeszentrale für politische Bildung) avec une reprise du hit Hey Mr. Nazi de Blumio. Cela est suivi par des apparitions en tant que co-tête d'affiche du Umsonst und draußen Festival de Stuttgart, et en tant que soutien au groupe Schwarzer Engel.
En 2015, le premier album Raise the Curtain sort sur le label gagnant 7hard, qui est accueilli positivement par le magazine musical Orkus! Magazin qui juge en ses termes : « Avec cet album, Circus of Fools tire littéralement le rideau – sur un freak show théâtral, unique et très spécial qu'il ne faut absolument pas manquer. » Sur cet album, Charlotte Lauel apparaît comme chanteuse invitée sur trois chansons, puis est intégrée au groupe en tant que chanteuse permanente. Avec cette programmation, Circus of Fools remporte le concours des nouveaux arrivants Blood Battle au festival Baden in Blut. D'autres apparitions suivent, y compris un créneau de soutien pour End of Green aux RockDays à Bad Urach, deux concerts en soutien au groupe Harpyie, pour le 5e anniversaire duquel Circus of Fools produit également une reprise de la chanson Freakshow lors du Autumn Moon Festival à Hameln. En juin 2015, un clip vidéo sort pour la chanson The March of the Puppets.
Début 2017, le groupe sort la chanson Another World Within sous forme de single et de clip vidéo, remportant le concours des nouveaux arrivants au festival M'era Luna. Avec cela, le groupe ouvre le festival M'era Luna 2017 sur la scène principale. Ils jouent également au Sunstorm Festival, au Aaargh Festival et aux RockDays à l'été 2017.
L'album REX sort le 31 août 2018 sur le label Bleeding Nose Records. Avec Another World Within, Watch Me et Sideshow - The Last Grain of Sand Falls, trois chansons du nouvel album sont sorties avant la sortie de l'album. L'album comprend, entre autres, un featuring avec John Gahlert, le chanteur du groupe de death metal mélodique de Ratisbonne Deadlock. La vidéo de Fallen Paradise apparaît comme une collaboration entre le groupe et Dark Parable Knight sur sa chaîne YouTube, dans laquelle ils voulaient attirer l'attention sur les problèmes environnementaux et sur le merchandising produit de manière durable. En mars 2019, Circus of Fools effectue sa première tournée avec le groupe Stepfather Fred dans le cadre de la série d'événements Coreneval, qui comprend Bâle ainsi que 4 villes allemandes.
Début 2020, Circus of Fools sort de nouveau l'EP limité Contracult via Bleeding Nose Records dans le cadre de la tournée Yggdrasil avec Erdling et Florian Gray. Un clip vidéo élaboré est tourné pour la chanson Daughters of the Occult. Une collaboration renouvelée avec le réalisateur Mirko Witzki, qui a déjà réalisé Fallen Paradise. 
Le premier single Our Digital Drug sort le 22 avril 2022 et cinq autres singles du nouvel album sont sortis au cours de l'année. Le groupe a également joué dans des festivals tels que le Festival Mediaval , le Hörnerfest et, pour la première fois, à Annotopia. L'album A Broadcast from GEN .0 sort le 25 novembre 2022, toujours sur Bleeding Nose Records, et lors du concert de sortie de l'album un jour plus tard, le batteur Nico Staller joue son dernier concert avec Circus of Fools. En avril 2023, le nouveau batteur Simon Waidelich est présenté. Avec ce line-up, le groupe se produit entre autres au Hexentanz Festival et à Castle Rock.

## Discographie

### Albums studio
- 2015 : Raise the Curtain
- 2018 : REX
- 2022 : A Broadcast from GEN .0

### EP
- 2013 : From a Distant Land
- 2020 : Contracult
- 2021 : Affair of the Poisons

### Compilation
- 2020 : RMXCVLT

### Singles
- 2014 : Ikarus///Obsidian Black
- 2017 : Another World Within
- 2018 : Watch Me
- 2018 : Sideshow
- 2019 : Marching Among the Dead
- 2019 : Eris (To the Fairest One)
- 2020 : Daughters of the Occult
- 2022 : Our Digital Drug
- 2022 : In the Name of Science
- 2022 : Distanced
- 2022 : Primal Force Humanity
- 2022 : Orgy of Indulgence
- 2022 : Blockheads

### Démos
- 2007 : Schöne, heile Welt

### Clips notables
- 2014 : Ikarus
- 2014 : Hey Mr. Nazi (reprise de Blumio)
- 2015 : The March of the Puppets
- 2015 : Reinstate
- 2016 : Freakshow (reprise de Harpyie)
- 2017 : Another World Within
- 2018 : Watch Me
- 2018 : Fallen Paradise
- 2020 : Daughters of the Occult
- 2020 : Affair of the Poisons Part I: La Voisin
- 2021 : Affair of the Poisons Part IV: The Iron Mask
- 2022 : The March of the Puppets 2022
- 2022 : Our Digital Drug
- 2022 : In the Name of Science
- 2022 : Distanced